# Olivetti Summa Quanta 20
La Summa Quanta 20 è una addizionatrice elettromeccanica scrivente realizzata dalla Olivetti.
È stata progettata da Natale Capellaro per la parte meccanica e Marcello Nizzoli per il design.
La macchina  è una versione elettromeccanica quasi gemella, pur diversa in alcune parti, della Olivetti Summa Prima 20, progettata dagli stessi Capellaro e Nizzoli.
La macchina era pensata per un pubblico di commercianti.

## Caratteristiche
Diversamente dalla Olivetti Summa Prima 20, non è presente il meccanismo a quattro vie progettato e brevettato proprio da Natale Capellaro, sostituito da una levetta che serve per il calcolo del totale e sub-totale.
Pur essendo un'addizionatrice, basata sulla somma algebrica, è capace di svolgere anche la moltiplicazione, eseguita come somme ripetute da parte dell'utente.
La macchina si caratterizza per il peso basso per l'epoca, grazie alla carrozzeria in materiale plastico e non più metallico.